# Haplochromis plagiostoma
Haplochromis plagiostoma е вид лъчеперка от семейство Цихлиди (Cichlidae).

## Разпространение
Видът е разпространен в Уганда.